# Staré Město (district de Bruntál)
Pour les articles homonymes, voir Stare Mesto.
Staré Město (en allemand : Altstadt ; en polonais : Stare Miasto) est une commune du district de Bruntál, dans la région de Moravie-Silésie, en Tchéquie. Sa population s'élevait à 920 habitants en 2021.

## Géographie
Staré Město se trouve à 3 km au nord-ouest du centre de Bruntál — et fait partie de son aire urbaine —, à 63 km à l'ouest-nord-ouest d'Ostrava et à 215 km à l’est de Prague.
La commune est limitée par Světlá Hora au nord, par Široká Niva et Bruntál à l'est, par Moravskoslezský Kočov au sud, par Václavov u Bruntálu au sud-ouest et par Rudná pod Pradědem à l'ouest.

## Histoire
La première mention écrite de la localité date de 1377.

## Administration
La commune se compose de deux quartiers :
- Staré Město
- Nová Véska

## Transports
Par la route, Staré Město se trouve à 3 km de Bruntál, à 81 km d'Ostrava et à 287 km de Prague.